# Hybos neotropicus
Hybos neotropicus är en tvåvingeart som beskrevs av Mario Bezzi 1905. Hybos neotropicus ingår i släktet Hybos och familjen puckeldansflugor. Inga underarter finns listade i Catalogue of Life.